# Ирер, Эмма
Э́мма И́рер (нем. Emma Ihrer, в девичестве Ротер, Emma Rother; 3 января 1857, Глац — 8 января 1911, Берлин) — немецкий политик и деятель профсоюзного движения.

## Биография
Дочь сапожника, Эмма рано вышла замуж за аптекаря Эммануэля Ирера, который был старше её на 22 года, и переехала в Берлин. В 1881 году социалистка и феминистка учредила в Берлине «Женский союз помощи работницам физического труда» и вошла в его правление. В 1885 году вместе с Марией Хофман, Паулиной Штегеман и Гертрудой Гийом-Шак основала «Союз охраны интересов работниц», который оказывал бесплатную юридическую и медицинскую поддержку. Год спустя организация, уже насчитывавшая более тысячи членов, была распущена полицией.
В 1887 году супруг Эммы перешёл на работу в аптеку в Фельтене, где семья проживала до 1894 года. За политическую деятельность супруги Эммануэль Ирер был лишен лицензии и был вынужден продать аптеку. Семья переехала в Берлин.
В 1889 году вместе с Кларой Цеткин Эмма Ирер стала делегатом Международного конгресса социалистов в Париже. В 1890 году Ирер стала первой женщиной, избранной в генеральный комитет профсоюзов Германии. С января 1891 года Эмма Ирер издавала еженедельную газету «Работница», с 1892 года — «Равенство».
Имя Эммы Ирер носят улицы в берлинском округе Лихтенберг и Фельтене.

## Сочинения
- Die Organisationen der Arbeiterinnen Deutschlands, ihre Entstehung und Entwicklung. Berlin 1893.